# Борзовка (приток Ржавки)
Борзо́вка — река в России, протекает в пределах Нижнего Новгорода, на территории Нижегородской области. Устье реки находится в 1 км по правому берегу реки Ржавка. Длина реки составляет 5,6 км, площадь водосборного бассейна 9,5 км².
На месте природного истока Борзовки был построен Горьковский автомобильный завод, сейчас она начинает своё течение от его восточной границы.

## История
Вдоль правого берега реки непосредственно перед её впадением в Ржавку располагалось поселение Борзовка (его второе название — Григорьево).
Согласно Нижегородским платёжницам 7116 и 7120 годов, в начале XVII века деревня Борзовка относилась к Стрелицкому стану (Стрелице) Нижегородского уезда. Затем территория, на которой располагалась Борзовка, входила в состав Балахнинского уезда, а впоследствии вошла в состав Нижнего Новгорода.

## Данные водного реестра
По данным государственного водного реестра России, относится к Верхневолжскому бассейновому округу, водохозяйственный участок реки — Волга от устья реки Ока до Чебоксарского гидроузла (Чебоксарское водохранилище), без рек Сура и Ветлуга, речной подбассейн реки — Волга от впадения Оки до Куйбышевского водохранилища (без бассейна Суры). Речной бассейн реки — (Верхняя) Волга до Куйбышевского водохранилища (без бассейна Оки).
Код объекта в государственном водном реестре — 08010400312110000034103.